# بیس (ساز)

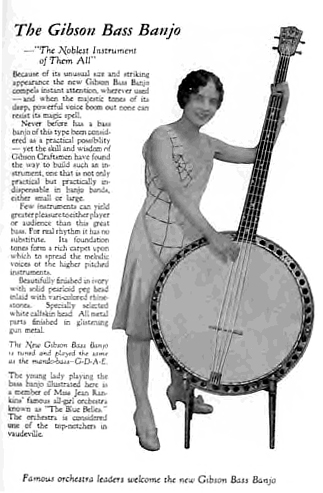
گیبسون باس بانجو

بیس به مجموعهٔ سازهایی می‌گویند که صدایی در محدوده صوتی بیس تولید می‌کنند. از جملهٔ سازهای بیس می‌توان به کنترباس، گیتار بیس و طبل بزرگ اشاره کرد.
طبقه‌بندی آلت‌های موسیقی کار آسانی نیست؛ برای مثال، برخی از ابزارهای موسیقی را می‌تواند در چند رده، طبقه‌بندی کرد. ویولنسل در برخی از ارکسترها تنور به حساب می‌آید اما در کوارتت زهی یک آلت بیس است.